# Rennrodel-Weltmeisterschaften 1987
Die Rennrodel-Weltmeisterschaften 1987  fanden vom 23. bis 25. Januar 1987 auf der Kunsteisbahn Bob-Rodel im österreichischen Innsbruck-Igls statt.  

## Einsitzer der Frauen
| Platz | Land | Sportlerin        | Zeit     | Laufzeiten               |
| ----- | ---- | ----------------- | -------- | ------------------------ |
| 1     | GDR  | Cerstin Schmidt   | 2:05,876 | 42,260 / 41,693 / 41,923 |
| 2     | GDR  | Gabriele Kohlisch | 2:06,235 | 42,364 / 41,894 / 41,977 |
| 3     | GDR  | Ute Oberhoffner   | 2:06,248 | 42,461 / 41,889 / 41,898 |
| 4     | URS  | Julija Antipowa   | 2:06,622 |                          |
| 5     | USA  | Bonny Warner      | 2:06,632 |                          |
| 6     | GDR  | Birgit Görlitzer  | 2:06,657 | 42,417 / 42,195 / 42,045 |

Weitere Reihenfolge
| Platz | Sportlerin           | Land |
| ----- | -------------------- | ---- |
| 7     | Veronika Oberhuber   | ITA  |
| 8     | Veronika Bilgeri     | FRG  |
| 9     | Irina Kusakina       | SUN  |
| 10    | Ingrīda Amantova     | SUN  |
| 11    | Cammy Myler          | USA  |
| 12    | Annefried Göllner    | AUT  |
| 13    | Gerda Weissensteiner | ITA  |
| 14    | Manuela Astner       | ITA  |
| 15    | Andrea Tagwerker     | AUT  |
| 16    | Erica Terwillegar    | USA  |
| 17    | Doris Neuner         | AUT  |
| 18    | Agnes Aaononsen      | NOR  |
| 19    | Nadeschda Danilina   | SUN  |
| 20    | Alyson Wreford       | GBR  |
| 21    | Marie-Claude Doyon   | CAN  |
| 22    | Livia Pelin          | ROU  |
| 23    | Susan Rossi          | CAN  |
| 24    | Darcy Evans          | USA  |
| 25    | Karin Flörl          | AUT  |
| 26    | Regina Tomera        | POL  |
| 27    | Teresa Kruczek       | POL  |
| 28    | Silva Katalinić      | YUG  |
| 29    | Simoneta Ratschewa   | BGR  |
| 30    | Laurence Bonici      | FRA  |
| DNF   | Maria-Luise Rainer   | ITA  |
| DNF   | Dominique Fabre      | FRA  |
| DNF   | Teng Pi-Hui          | TPE  |

## Einsitzer der Männer
| Platz | Land | Sportler       | Zeit     | Laufzeiten               |
| ----- | ---- | -------------- | -------- | ------------------------ |
| 1     | AUT  | Markus Prock   | 2:32,990 | 50,343 / 51,694 / 50,953 |
| 2     | GDR  | Jens Müller    | 2:33,129 | 50,536 / 51,640 / 50,953 |
| 3     | URS  | Sergei Danilin | 2:33,278 | 50,586 / 51,663 / 51,029 |
| 4     | ITA  | Norbert Huber  | 2:33,329 |                          |
| 5     | GDR  | René Friedl    | 2:33,668 | 51,108 / 51,626 / 50,934 |
| 6     | AUT  | Otto Mayregger | 2:33,672 |                          |
| ...   |      |                |          |                          |
| 8     | GDR  | Thomas Jacob   | 2:33,719 |                          |
| 10    | GDR  | Michael Walter | 2:33,779 |                          |

Weitere Reihenfolge
| Platz | Sportler            | Land |
| ----- | ------------------- | ---- |
| 7     | Hans-Jörg Raffl     | ITA  |
| 8     | Thomas Jacob        | GDR  |
| 9     | Duncan Kennedy      | USA  |
| 10    | Michael Walter      | GDR  |
| 11    | Paul Hildgartner    | ITA  |
| 12    | Johannes Schettel   | FRG  |
| 13    | Juri Chartschenko   | SUN  |
| 14    | Robert Manzenreiter | AUT  |
| 15    | Georg Hackl         | FRG  |
| 16    | Waleri Dudin        | SUN  |
| 17    | Kurt Brugger        | ITA  |
| 18    | Max Burkhartswieser | FRG  |
| 19    | Gerhard Mayregger   | AUT  |
| 20    | Petr Urban          | CSK  |
| 21    | Miroslav Zajonc     | USA  |
| 22    | Wolfgang Staudinger | FRG  |
| 23    | Eduard Burmistrow   | SUN  |
| 24    | Timothy Nardiello   | USA  |
| 25    | Kazuhiko Takamatsu  | JPN  |
| 26    | Luboš Jíra          | CSK  |
| 27    | Frank Masley        | USA  |
| 28    | Andrzej Połuczanin  | POL  |
| 29    | Chris Wightman      | CAN  |
| 30    | Jozef Škvarek       | CSK  |
| 31    | Artur Siwicki       | POL  |
| 32    | Michael Howard      | GBR  |
| 33    | Anders Näsström     | SWE  |
| 34    | Nil Labrecque       | CAN  |
| 35    | Suad Karajica       | YUG  |
| 36    | Harington Telford   | CAN  |
| 37    | Tsukasa Hirakawa    | JPN  |
| 38    | Dušan Dragojević    | YUG  |
| 39    | Colin McGowan       | CAN  |
| 40    | Pablo García Muñoz  | ESP  |
| 41    | Faruk Catal         | YUG  |
| 42    | Macleod Nicol       | GBR  |
| 43    | Christian Aegaerter | CHE  |
| 44    | Nick Ovett          | GBR  |
| 45    | Donat Jösler        | CHE  |
| 46    | Senad Omanović      | YUG  |
| 47    | George Tucker       | PUR  |
| 48    | Sun Kuang-ming      | TPE  |
| 49    | Jean-Paul Gueripel  | FRA  |
| 50    | Krasimir Kamenow    | BGR  |
| 51    | Plamen Bantutow     | BGR  |
| 52    | Rubén González      | ARG  |
| 53    | Ilko Karatscholow   | BGR  |
| 54    | Raúl Muñiz          | PUR  |
| DNF   | Mitko Batschew      | BGR  |
| DNF   | Peter Beck          | LIE  |
| DSQ   | Mikael Holm         | SWE  |

## Doppelsitzer der Männer
| Platz | Land | Sportler                          | Zeit     | Laufzeiten      |
| ----- | ---- | --------------------------------- | -------- | --------------- |
| 1     | GDR  | Jörg Hoffmann Jochen Pietzsch     | 1:22,919 | 41,332 / 41,587 |
| 2     | FRG  | Stefan Ilsanker Georg Hackl       | 1:23,416 | 41,769 / 41,647 |
| 3     | FRG  | Thomas Schwab Wolfgang Staudinger | 1:23,692 | 41,872 / 41,820 |
| 4     | ITA  | Hansjörg Raffl Norbert Huber      | 1:23,725 |                 |
| 5     | URS  | Witali Melnik Dmitri Alexejew     | 1:23,811 |                 |
| 6     | GDR  | René Keller Lutz Kühnlenz         | 1:23,910 | 41,905 / 42,005 |

Weitere Reihenfolge
| Platz | Sportler                              | Land |
| ----- | ------------------------------------- | ---- |
| 7     | Jewgeni Beloussow, Alexander Beljakow | SUN  |
| 8     | Igor Utkin, Andrej Trussow            | SUN  |
| 9     | Bernhard Kammerer, Walter Brunner     | ITA  |
| 10    | Markus Prock, Robert Manzenreiter     | AUT  |
| 11    | Othmar Peer, Anton Motz               | AUT  |
| 12    | Georg Fluckinger, Franz Wilhelmer     | AUT  |
| 13    | Hermann Müller, Daniel Schubert       | FRG  |
| 14    | Petr Urban, Luboš Jíra                | CSK  |
| 15    | Kurt Brugger, Arnold Huber            | ITA  |
| 16    | Robert Gasper, André Benoit           | CAN  |
| 17    | Artur Siwicki, Andrzej Połuczanin     | POL  |
| 18    | Kazuhiko Takamatsu, Tsukasa Hirakawa  | JPN  |
| 19    | Krasimir Kamenow, Mitko Batschew      | BGR  |
| DSQ   | Miroslav Zajonc, Timothy Nardiello    | USA  |

## Medaillenspiegel
| Platz | Land                            | Gold | Silber | Bronze | Gesamt |
| ----- | ------------------------------- | ---- | ------ | ------ | ------ |
| 1     | Deutsche Demokratische Republik | 2    | 2      | 1      | 5      |
| 2     | Österreich                      | 1    | 0      | 0      | 1      |
| 3     | BR Deutschland                  | 0    | 1      | 1      | 2      |
| 4     | Sowjetunion                     | 0    | 0      | 1      | 1      |